# Higher Brothers
Higher Brothers (海尔兄弟) su kineski hip-hop glazbeni sastav iz Chengdua, provincije Sečuan kojeg su osnovali reperi MaSiWei (马思唯, prije poznat kao OG Skippy), DZknow (丁震, poznat i kao KnowKnow ili samo kao DZ), Psy.P (杨俊逸) i Melo (谢宇杰).

## Diskografija
Studijski albumi
- Black Cab (2017.)

EP-ovi
- Journey to the West (2018.)

Mixtapeovi
- Higher Brothers Mixtape (2016.)